# 吉川虎範
吉川 虎範（よしかわ とらのり、1962年8月22日 - ）は、日本の男性声優。東京都出身。

## 人物
アーツビジョンに所属していた。

## 出演
太字はメインキャラクター。

### テレビアニメ
- ジャングルの王者ターちゃん（1994年、やじロボット、レスラー[2]）
- 銀河戦国群雄伝ライ（1994年、機関兵）
- バーチャファイター（1995年 - 1996年、客、黒道着C、運転手）
- H2（1995年、八っつあん）
- るろうに剣心 -明治剣客浪漫譚-（北村、神風隊隊士、居合抜き）

### OVA
- 銀河英雄伝説（1994年、ドゥンケル[2] 他）
- 新・キューティーハニー（1995年）
- 未来超獣FOBIA（1995年、星野の父）
- 紺碧の艦隊（1996年、川崎弘〈初代〉、児山茂、加賀艦長、機長）
- Ninja者（1996年、兵士B）
- 旭日の艦隊（1997年、情報士官、木島昌平）

### 劇場アニメ
- ルパン三世 くたばれ!ノストラダムス（1995年、スミス）

### ゲーム
- ソードマスター（1993年、アヴァ・ファデラ、サルバス、ダルク8世、キャプテン・ル・シドル）
- アルナムの牙 獣族十二神徒伝説（1994年、バンタン）
- 空想科学世界ガリバーボーイ（1995年その他）
- 女神異聞録ペルソナ（1996年、上杉秀彦）
- アークザラッドII（1996年、ヂークベック）
- ロックマンX4（1997年）
- グランストリーム伝紀（1997年、兵士）
- Persona（2009年、上杉秀彦）- ライブラリ出演

### 吹き替え
- 恐竜家族
- セントラルパークの妖精 スタンリーのゆかいな冒険

### 特撮
- 電磁戦隊メガレンジャー（1997年、ネオコウモリネジレの声）

### ドラマCD
- ファイアーウーマン纏組（1998年、宮原時男）